# Paul Lynde
Paul Edward Lynde (Mount Vernon, 13 giugno 1926 – Beverly Hills, 10 gennaio 1982) è stato un attore e comico statunitense.

## Biografia
Nato in Ohio, visse in Illinois fino al 1948, anno in cui si trasferì a New York. Nel 1952 debuttò a Broadway, recitando in New Faces. Fu inoltre presenza fissa in diversi spettacoli per la televisione, come The Red Buttons Show, The Martha Raye Show, Tonight Starring Jack Paar e altri. 
Nel 1956 fu protagonista della serie Stanley. Nel 1963  debuttò nel cinema nel film Professore a tuttogas. Nel corso degli anni '60 recitò in molte serie e film per la televisione e in film per il grande schermo. Nel 1964-1965 partecipò alla serie I mostri. Al contempo si occupò del doppiaggio di cartoni animati. 
Nel 1966 debuttò nello show The Hollywood Squares, assumendo un ruolo chiave nello spettacolo fino al 1979 (partecipò a oltre 700 puntate) e ricevendo tre candidature ai premi Emmy. Nel periodo 1972-1973 fu protagonista della serie della ABC The Paul Lynde Show, in cui interpretò il padre di famiglia Paul Simms. Nel 1973 ottenne la candidatura al Golden Globe per il miglior attore in una serie commedia o musicale. Nella stagione 1973-1974 interpretò il dottor Paul Mercy in Temperatures Rising.
Negli anni seguenti, a causa di alcuni mancati successi, diventò affetto da alcolismo, venendo anche arrestato in alcune circostanze. Le sue ultime apparizioni furono quelle nei film Rabbit Test (1978) e Jack del Cactus (1979). Nel gennaio 1982 venne trovato morto dall'amico Paul Barresi. Il referto medico stabilì che era deceduto per un attacco di cuore.

## Filmografia

### Cinema
- Professore a tuttogas (Son of Flubber), regia di Robert Stevenson (1963)
- Ciao, ciao Birdie (Bye Bye Birdie), regia di George Sidney (1963)
- Sotto l'albero yum yum (Under the Yum Yum Tree), regia di David Swift (1963)
- Non mandarmi fiori! (Send Me No Flowers), regia di Norman Jewison (1964)
- Una sirena sulla spiaggia (Beach Blanket Bingo), regia di William Asher (1965)
- La mia spia di mezzanotte (The Glass Bottom Boat), regia di Frank Tashlin (1966)
- Uffa papà quanto rompi! (How Sweet It Is!), regia di Jerry Paris (1968)
- Jack del Cactus (The Villain), regia di Hal Needham (1979)

### Televisione
- I mostri (The Munsters) - serie TV, 3 episodi (1964-1965)
- La legge di Burke (Burke's Law) - serie TV, 3 episodi (1963-1965)
- I Pruitts (The Pruitts of Southampton) – serie TV, episodio 1x17 (1967)
- Strega per amore (I Dream of Jeannie) - serie TV, 3 episodi (1966-1968)
- Vita da strega (Bewitched) - serie TV, 11 episodi (1965-1971)
- The Paul Lynde Show - serie TV, 26 episodi (1972-1973)
- Temperatures Rising - serie TV, 20 episodi (1973-1974)

### Doppiatore
- Templeton in La meravigliosa, stupenda storia di Carlotta e del porcellino Wilbur
- Mildew Wolf in Al lupo! Al lupo!
- Claude Pertwee in I selvaggi
- Artiglio Incappucciato (Sylvester Sneekly) in Le avventure di Penelope Pitstop
- Jack Testa di zucca in Ritorno a Oz

## Doppiatori italiani
Nelle versioni in italiano dei suoi film, Paul Lynde è stato doppiato da:
- Nando Gazzolo in Professore a tuttogas, Ciao, ciao Birdie
- Oreste Lionello in Non mandarmi fiori!
- Renato Cortesi in Vita da strega
- Renzo Palmer in Jack del Cactus

Da doppiatore è stato sostituito da:
- Elio Pandolfi in Al lupo... al lupo
- Franco Latini in Le avventure di Penelope Pitstop
- Vittorio Stagni in La meravigliosa, stupenda storia di Carlotta e del porcellino Wilbur
- Aldo Stella in Ritorno a Oz (doppiaggio tardivo)